# Aichi AB-3
Айчі AB-3 (англ. Aichi AB-3, від Aichi Biplane) — експериментальний розвідувальний поплавковий гідролітак створений компанією Aichi на замовлення ВМС Китаю для використання на легкому крейсері Ning Hai.

## Історія
У 1928 році Китайська республіка замовила в Японії виробництво легкого крейсера для потреб власного флоту. Майбутній крейсер Ning Hai будувався в верфі Харіма і мав оснащуватись розвідувальним гідропланом, виробництво якого замовили в Aichi. Для використання з катапульти такого крейсера літак мав бути порівняно невеликим, вимагалось щоб у складеному стані літак поміщався на площі 3,2 на 3,3 метра. Інші вимоги включали використання двигуна Gasuden Jimpu потужністю 130 к.с., і запас палива на 3 години польоту з максимальною швидкістю і 30 кг додаткового вантажу. Льотні характеристики вимагались реалістичними: максимальна швидкість — 185 км/год, посадкова швидкість — менше 80 км/год, практична висота — 4 км і підйом на висоту 3000 метрів за 20 хвилин.
Використовуючи досвід, набутий під час створення Aichi AB-2, дизайнер Тецуо Мікі завершив створення прототипу з фабричним індексом AB-3 у січні 1932 року. Фюзеляж мав каркас зі зварених металевих труб і тканинне покриття, крила мали змішаний металево-дерев'яний каркас і могли від'єднуватись. У лютому літак успішно пройшов фабричні випробування, досягнувши усіх заявлених характеристик. Крім того, літак мав прекрасну керованість, особливо порівняно з попередніми літаками компанії.
Китай прийняв цей прототип разом із крейсером, але AB-3 не запустили в серійне виробництво, оскільки Китайський флот почав власне виробництво гідролітаків, а Японський флот не виявив зацікавлення.

## Тактико-технічні характеристики

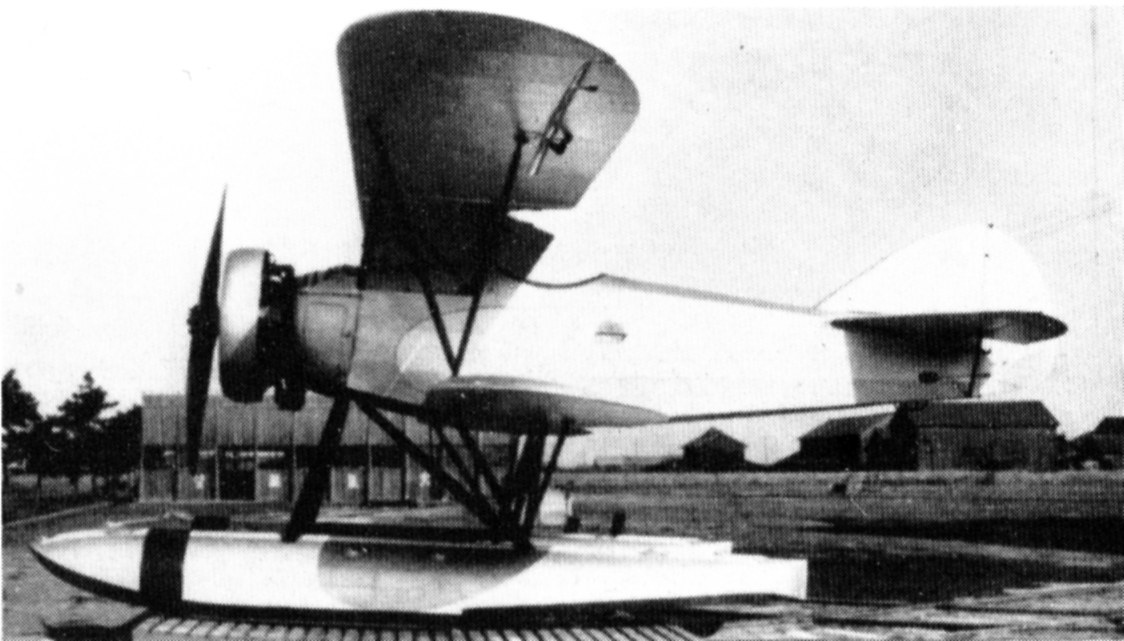
AB-3. Вигляд збоку.

Дані з Japanese Aircraft 1910—1941

### Технічні характеристики
- Екіпаж: 1 особа
- Довжина: 6,6 м
- Висота: 2,88 м
- Розмах крил: 9 м
- Площа крил: 19,5 м²
- Маса пустого: 575 кг
- Злітна маса: 790 кг
- Навантаження на крило: 40,5 кг/м²
- Двигун: 7-ти циліндровий радіальний Gasuden Jimpu повітряного охолодження
- Потужність: 130—150 к. с.
- Питома потужність: 6,08 кг/к.с.
- Гвинт:дволопатевий дерев'яний гвинт

### Льотні характеристики
- Максимальна швидкість: 185 км/год (на рівні моря)
- Крейсерська швидкість: 137 км/год (на висоті 500 м.)
- Швидкість приземлення: 65 км/год
- Час набору висоти 3000 м: 15 хвилин 40 секунд
- Практична висота: 4300 м.

### Озброєння
- не оснащувався, але міг переносити 20 додаткових кілограмів обладнання